# Akira Ibayashi
Akira Ibayashi (井林 章 Ibayashi Akira?, Hiroshima, 5 de septiembre de 1990) es un futbolista japonés que juega como defensa en el Kamatamare Sanuki de la J3 League.

## Trayectoria

### Clubes
| Club                | País  | Año       |
| ------------------- | ----- | --------- |
| Tokyo Verdy         | Japón | 2013-2018 |
| Sanfrecce Hiroshima | Japón | 2019-2021 |
| Shimizu S-Pulse     | Japón | 2021-2023 |
| Kagoshima United FC | Japón | 2024      |
| Kamatamare Sanuki   | Japón | 2025-     |